# Particioni koeficijent
U hemiji i farmaceutskim naukama, particioni- (P) ili distribucioni koeficijent (D) je odnos koncentracija jedinjenja u dve faze mešavine dva nemešiva rastvarača u ekvilibrijumu. Termini "gas/tečnost particioni koeficijent" i "vazduh/voda particioni koeficijent" se ponekad koriste za bezdimenzione forme konstante Henrijevog zakona. Stoga su ti koeficijenti mera diferencijalne rastvorljivosti jedinjenja između ta dva rastvarača. Fraza „particioni koeficijent“ se u današnje vreme smatra zastarelom po IUPAC-u, i „particiona konstanta“, „particioni odnos“, ili „distribucioni odnos“, su prikladniji termini.
Normalno se kao jedan od rastvarača koristi voda dok je drugi hidrofoban poput oktanola. Stoga je logP mera hidrofilnosti ili hidrofobnosti hemijske supstance. Particioni koeficijent se isto tako može koristiti kad je jedan ili oba rastvarača čvrst. U medicinskoj praksi, particioni koeficijenti su korisni na primer za procenu distribucije leka u telu. Hidrofobni lekovi sa visokim particionim koeficijentima su preferentno distribuirani u hidrofobnim kompartmanima poput lipidnih dvoslojeva ćelija dok su hidrofilni lekovi (niski particioni koeficijenti) preferentno nalaze u hidrofilnim kompartmanima kao što je krvni serum.

## Literatura
- Sangster, James (1997). Octanol-Water Partition Coefficients: Fundamentals and Physical Chemistry, Vol. 2 of Wiley Series in Solution Chemistry. Chichester: John Wiley & Sons Ltd. стр. 178 pages. ISBN 978-0471973973.
- Wilkinson, Andrew M.; McNaught, Alan D. (1997). „Partition Coefficient”. Compendium of Chemical Terminology: IUPAC Recommendations. Oxford: Blackwell Science. doi:10.1351/goldbook.  0-86542-684-8.